# اجتماع قمة

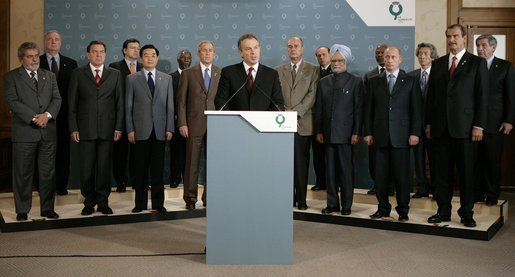

اجتماع القمة (أو قمة رئاسية) هي اجتماعًا دوليًا لرؤساء الدول أو الحكومات ، وعادةً ما يكون ذلك مع قدر كبير من وسائل الإعلام، وواجرائات أمنية مشددة، وجدول أعمال يتم ترتيبه مسبقًا. تشمل اجتماعات القمة البارزة اجتماعات فرانكلين روزفلت ووينستون تشرشل وجوزيف ستالين خلال الحرب العالمية الثانية. ومع ذلك، لم يكن مصطلح "قمة" يستخدم عادة لمثل هذه الاجتماعات حتى قمة جنيف (1955). أثناء الحرب الباردة، عندما انضم الرؤساء الأميركيون مع نظرائهم من السوفيات أو الصين إلى اجتماعات فردية، وصفت وسائل الإعلام الحدث بأنه "قمة". أنتج عصر ما بعد الحرب الباردة زيادة في عدد أحداث "القمة. في الوقت الحاضر، تعتبر القمم الدولية هي التعبير الأكثر شيوعًا للحكم العالمي (Global governance).

## اجتماعات قمة شهيرة

### مؤتمرات الحرب العالمية الثانية
(29 يناير – 27 مارس 1941)
- مؤتمر الأطلسي (9–12 أغسطس 1941)
- مؤتمر موسكو الأول (29 سبتمبر– 1 أكتوبر 1941)
- مؤتمر أركاديا (22 ديسمبر 1941 – 14 يناير 1942)
- مؤتمر واشنطن الثاني (20–25 يونيو 1942)
- مؤتمر موسكو الثاني (12–19 أغسطس 1942)
- مؤتمر شرشال (21–22 أكتوبر 1942)
- مؤتمر الدار البيضاء (14–24 يناير 1943)
- مؤتمر برمودا (19 أبريل 1943)
- مؤتمر واشنطن الثالث (12–27 مايو 1943)
- مؤتمر كيبيك الأول (17–24 أغسطس 1943)
- مؤتمر موسكو الثالث (18 أكتوبر – 1 نوفمبر 1943)
- مؤتمر القاهرة الأول (22 نوفمبر - 26 نوفمبر 1943)
- مؤتمر طهران (28 نوفمبر - 1 ديسمبر 1943)
- مؤتمر القاهرة الثاني (4–6 ديسمبر 1943)
- مؤتمر رؤساء وزراء الكومنولث (1–16 مايو 1944)
- مؤتمر بريتون وودز (1–15 يوليو 1944)
- مؤتمر دومبارتون أوكس (21–29 أغسطس 1944)
- مؤتمر كيبيك الثاني (12–16 سبتمبر 1944)
- مؤتمر موسكو الرابع (9 أكتوبر 1944)
- مؤتمر مالطا (30 يناير – 2 فبراير 1945)
- مؤتمر يالطا (4–11 فبراير 1945)
- مؤتمر الأمم المتحدة حول التنظيم الدولي (25 أبريل – 26 يونيو 1945)
- مؤتمر بوتسدام (17 يوليو – 2 أغسطس 1945)

### منظمة جامعة الدول العربية
| - 1974 قمة الرباط 1974 | - 2002 قمة بيروت 2002 |

### قمم الأرض
- 1992   قمة الأرض، ريو دي جانيرو، البرازيل
- 2002   قمة الأرض، جوهانسبرغ، جنوب أفريقيا
- 2012   قمة الأرض، ريو دي جانيرو، البرازيل

### قمم المجموعات
مجموعة الدول الستة، رؤساء الحكومات
- 1975   القمة الأولى لمجموعة الستة، قلعة رامبوليه

مجموعة الدول الصناعية السبع، رؤساء الحكومات
- 1976   قمة مجموعة السبعة الثانية، سان خوان
- 1977   قمة مجموعة السبعة الثالثة، لندن
- 1978   قمة مجموعة السبعة الرابعة، بون
- 1979   قمة مجموعة السبعة الخامسة، طوكيو
- 1980   قمة مجموعة السبعة السادسة، البندقية
- 1981   قمة مجموعة السبعة السابعة، مونتيبيلو
- 1982   قمة مجموعة السبعة الثامنة، فرساي
- 1983   قمة مجموعة السبعة التاسعة، ويليامزبرغ
- 1984   قمة مجموعة السبعة العاشرة، لندن
- 1985   قمة مجموعة السبعة الحادية عشر، بون
- 1986   قمة مجموعة السبعة الثانية عشر، طوكيو
- 1987   قمة مجموعة السبعة الثالثة عشر، البندقية
- 1988   قمة مجموعة السبعة الرابعة عشر، تورونتو
- 1989   قمة مجموعة السبعة الخامسة عشر، آرش لاديفونس
- 1990   قمة مجموعة السبعة السادسة عشر، هيوستن
- 1991   قمة مجموعة السبعة السابعة عشر، لندن
- 1992   قمة مجموعة السبعة الثامنة عشر، ميونخ
- 1993   قمة مجموعة السبعة التاسعة عشر، طوكيو
- 1994   قمة مجموعة السبعة العشرون، نابولي
- 1995   قمة مجموعة السبعة الواحدة والعشرون، هاليفاكس
- 1996   قمة مجموعة السبعة الثانية وعشرون، ليون

مجموعة الثماني، رؤساء الحكومات
- 1997   قمة مجموعة الثماني الثالثة والعشرون، دنفر
- 1998   قمة مجموعة الثماني الرابعة والعشرون، برمنغهام
- 1999   قمة مجموعة الثماني الخامسة والعشرون، كولونيا
- 2000   قمة مجموعة الثماني السادسة والعشرون، أوكيناوا
- 2001   قمة مجموعة الثماني السابعة والعشرون، جنوة
- 2002   قمة مجموعة الثماني الثامنة والعشرون، كاناناسكس، كندا
- 2003   قمة مجموعة الثماني التاسعة والعشرون، إيفيان، فرنسا
- 2004   قمة مجموعة الثماني الثلاثون، سي آلاند بولاية جورجيا، الولايات المتحدة
- 2005   قمة مجموعة الثماني الواحدة والثلاثون، غلينإيغلز
- 2006   قمة مجموعة الثماني الثانية والثلاثون، سانت بطرسبرغ
- 2007   قمة مجموعة الثماني الثالثة والثلاثون، هايليغندام
- 2008   قمة مجموعة الثماني الرابعة والثلاثون، توياكو
- 2009   قمة مجموعة الثماني الخامسة والثلاثون، لاكويلا
- 2010   قمة مجموعة الثماني السادسة والثلاثون، هنتسفيل
- 2011   قمة مجموعة الثماني السابعة والثلاثون، دوفيل
- 2012   قمة مجموعة الثماني الثامنة والثلاثون، كامب ديفيد، ماريلند
- 2013   قمة مجموعة الثماني التاسعة والثلاثون، شاطئ بحيرة لاك إيرن

مجموعة الدول الصناعية السبع، رؤساء الحكومات
- 2014   قمة مجموعة السبع الأربعون، بروكسل
- 2015   قمة مجموعة السبع الواحدة والأربعون، قصر إلماو، بافاريا
- 2016   قمة مجموعة السبع الثانية والأربعون، شيما، محافظة ميه

مجموعة العشرين، رؤساء الحكومات
- قمة مجموعة العشرين الأولى
- قمة مجموعة العشرين الثانية
- قمة مجموعة العشرين الثالثة
- قمة مجموعة العشرين الرابعة
- قمة مجموعة العشرين الخامسة
- قمة مجموعة العشرين السادسة
- قمة مجموعة العشرين السابعة
- قمة مجموعة العشرين الثامنة
- قمة مجموعة العشرين التاسعة
- قمة مجموعة العشرين العاشرة

### قمم أوروبية
| - 1969 لاهاي: السياسة الخارجية والتوسيع. - 1974 باريس: إنشاء المجلس. - 1985 ميلانو: البدأ بعقد مؤتمر للحكومات يخلص إلى القانون الأوروبي الموحد. - 1991 ماستريخت: الاتفاق على معاهدة ماستريخت. - 1997 أمستردام: الاتفاق على معاهدة أمستردام. - 1998 بروكسل: مجموعة مختارة من الدول الأعضاء تقرر اعتماد اليورو. | - 1999 كولونيا: إعلان حول القوات المسلحة. - 1999 تامبيري: إصلاح مؤسساتي. - 2000 لشبونة: استراتيجية لشبونة. - 2002 كوبنهاغن: الاتفاق على توسيع مايو 2004. - 2007 لشبونة: الاتفاق على معاهدة لشبونة. |

### قمم الكوريتين
| - 2000 قمة الكوريتين الأولى - 2007 قمة الكوريتين الثانية | - 2018 قمة الكوريتين 2018 |

### قممالأهداف الإنمائية للألفية
- 2000   قمة الألفية، مدينة نيويورك
- 2005   القمة العالمية 2005، مدينة نيويورك

### القمم الأمريكية الجنوبية
| - 2000 2000 القمة الأمريكية الجنوبية، برازيليا - 2002 القمة الأمريكية الجنوبية، غواياكيل | - 2004 القمة الأمريكية الجنوبية 2004، كوسكو، بيرو |

### قمم الأمريكتان
| - 1994 -- قمة الأمريكتان الأولى بميامي في الولايات المتحدة. - 1996—قمة الأمريكتان حول التنمية المستدامة بسانتا كروز دي لا سييرا في بوليفيا. - 1998 -- قمة الأمريكتان الثانية بسانتياغو في تشيلي. - 2001 -- قمة الأمريكتان الثالثة بمدينة كيبك في كندا. | - 2004 -- مونتيري قمة الأمريكتان الخاصة بمونتيري في المكسيك. - 2005 -- قمة الأمريكتان الرابعة بمار دل بلاتا في الأرجنتين. - 2009 -- قمة الأمريكتان الخامسة ببورت أوف سبين في ترينيداد وتوباغو. - 2012 -- قمة الأمريكتان السادسة بكارتاهينا في كولومبيا. |

### مؤتمرات الأمم المتحدة حول أفغانستان
| - 2001 - المؤتمر الدولي حول أفغانستان في بون - 2004 - المؤتمر الدولي حول أفغانستان في برلين - 2006 - المؤتمر الدولي حول أفغانستان في لندن - 2007 - المؤتمر الدولي حول سيادة القانون في أفغانستان بروما | - 2008 - المؤتمر الدولي حول أفغانستان في باريس - 2009 - المؤتمر الدولي حول أفغانستان في موسكو - 2009 - المؤتمر الدولي حول أفغانستان في لاهاي - 2010 - المؤتمر الدولي حول أفغانستان في لندن |

### مواضيع مختلفة
- 1520   ميدان قماشة الذهب
- 1955   قمة جنيف
- 1967   Glassboro Summit Conference
- 1985   Shamrock Summit
- 1986   قمة ريكيافيك
- 1989   قمة مالطا
- 1990   القمة العالمية للطفولة
- 2001   قمة أغرة
- 2001   قمة طابا
- 2001   قمة سلوفينيا 2001
- 2000   قمة كامب ديفيد 2000
- 2003–2005   القمة العالمية حول مجتمع المعلومات
- 2005   قمة شرم الشيخ 2005
- 2005   قمة سلوفاكيا 2005
- 2015   قمة فاليتا حول الهجرة
- 2017   قمة الرياض 2017
- 2018   قمة كوريا الشمالية والولايات المتحدة
- القمة الثلاثية الايرانية التركية الروسية